# Aeroporto Internazionale di Belém
L'Aeroporto Internazionale di Belém/Val-de-Cans - Júlio Cezar Ribeiro (in portoghese Aeroporto Internacional de Belém/ Val-de-Cans - Júlio Cezar Ribeiro) è uno scalo aereo brasiliano che serve la città di Belém, capitale dello stato di Pará.

## Storia
Nel 1934 il generale Eurico Gaspar Dutra, direttore dell'aviazione militare, incaricò il tenente Armando Serra de Menezes di scegliere un sito a Val-de-Cans per la costruzione di un aeroporto. I lavori di costruzione furono affidati alla Direzione dell'Aeronautica Civile, un'agenzia del Ministero dei Trasporti e dei Lavori Pubblici. Fu costruita una pista in terra, sull'asse est-ovest, di 1200x150 m; un parcheggio e un hangar in cemento per l'aviazione militare, che divenne noto come Hangar Amarelo (Hangar Giallo) per il colore della sua vernice.
Con lo scoppio della seconda guerra mondiale, le basi aeree e gli aeroporti della costa brasiliana divennero di estrema importanza per dominare le vitali rotte marittime dell'Atlantico meridionale. Ancora più fondamentali erano le basi del Nord e del Nord-Est, che avrebbero fornito l'indispensabile supporto logistico a migliaia di aerei che, usciti dalle fabbriche in Canada e negli Stati Uniti d'America, sarebbero stati trasferiti nei teatri operativi in Nord Africa e in Europa.
Dopo lunghe trattative tra Brasile e Stati Uniti, a Val-de-Cans furono costruite due piste di 1500 x 45 metri con base in cemento e rivestimento in asfalto e moderne strutture aeroportuali per servire in modo efficiente l'aviazione civile e militare.
Val-de-Cans e le altre basi aeree utilizzate dagli americani durante la Seconda Guerra Mondiale furono consegnate al Ministero dell'Aeronautica nel 1945. Panair, Pan American, Cruzeiro do Sul e NAB (Navigazione Aerea Brasiliana), quando iniziarono le loro attività a Val-de-Cans, costruirono le proprie stazioni passeggeri.
Nel 1958 il Ministero dell'Aeronautica costruì la prima stazione passeggeri ad uso generale delle compagnie aeree. Il 24 gennaio 1959 fu inaugurato l'Aeroporto Internazionale di Belém, amministrato dal DAC. La Società brasiliana per le infrastrutture aeroportuali (Empresa Brasileira de Infra-Estrutura Aeroportuária) è stata creata con la legge n. 5862 del 12 dicembre 1972, con il compito di creare, gestire, operare e sfruttare gli aeroporti a livello industriale e commerciale.
Il complesso del terminal passeggeri originale è stato sottoposto a un'importante opera di ristrutturazione ed espansione, completata nel 2001. Nel 1999 è stato costruito un nuovissimo terminal passeggeri situato a lato del vecchio terminal e, dopo la sua apertura, il vecchio terminal è stato demolito per dare spazio all'ampliamento del nuovo terminal. Il nuovo terminal ampliato ha aumentato notevolmente il comfort e l'area a disposizione dei passeggeri grazie all'aggiunta di sei jetway.
Precedentemente gestito da Infraero, il 18 agosto 2022 il consorzio Novo Norte, formato dalle società brasiliane Socicam e Dix, si è aggiudicato una concessione trentennale per la gestione dell'aeroporto.

### Incidenti
- 14 luglio 1948: Un Douglas C-47A-70-DL della Aerovias Brasil, immatricolato PP-AVO, durante un volo cargo, si schiantò e prese fuoco dopo il decollo da Belém-Val de Cans. Tutti e cinque i passeggeri e l'equipaggio morirono[1].
- 1 dicembre 1955: Un Douglas C-47B-28-DK della Cruzeiro do Sul immatricolato PP-CCC dopo il decollo da Belém-Val de Cans perde potenza al motore n. 1. 1. I conseguenti problemi tecnici hanno portato l'aereo a perdere quota e l'ala sinistra ha colpito un albero e si è spezzata. L'aereo è entrato in stallo, ha toccato il suolo e ha preso fuoco. Tutti i sei passeggeri e l'equipaggio morirono[2].
- 16 gennaio 1958: Un Fairchild C-82A-FA Packet cargo della Cruzeiro do Sul, immatricolato PP-CEF, si schiantò nei pressi di Belém-Val de Cans quando il motore numero 1 prende fuoco dopo il decollo. Le tre persone dell'equipaggio morirono[3].
- 11 agosto 1958: Un Douglas DC-4 della Lóide Aéreo Nacional immatricolato PP-LEQ si schiantò per cause sconosciute sopra l'isola di Carapí, Pará, durante un avvicinamento notturno a vista a Belém-Val de Cans. Degli 11 passeggeri e dell'equipaggio a bordo, sopravvisse un solo passeggero[4].
- 6 maggio 1959: Un Curtiss C-46/Super C-46 Commando della Paraense immatricolato PP-BTA si schianta poco dopo il decollo da Belém-Val de Cans. Tre membri dell'equipaggio morirono[5].
- 22 settembre 1960: Un Curtiss C-46/Super C-46 Commando della Paraense immatricolato PP-BTF si schianta poco dopo il decollo da Belém-Val de Cans. Morirono sette occupanti[6].
- 8 ottobre 1969: Un SE-210 Caravelle VI R della Cruzeiro do Sul in rotta da Belém-Val de Cans a Manaus-Ponta Pelada viene dirottato da quattro persone che chiedono di essere trasportate a Cuba. Il dirottamento durò meno di un giorno e non ci furono vittime[7].
- 12 novembre 1969: Un NAMC YS-11/11A della Cruzeiro do Sul in rotta da Manaus-Ponta Pelada a Belém-Val de Cans è stato dirottato da una persona che chiedeva di volare a Cuba. Non ci sono state vittime[8].
- 14 marzo 1970: Un Fairchild Hiller FH-227B della Paraense, registrazione PP-BUF, che operava il volo 903 da São Luiz a Belém-Val de Cans, mentre era in fase di avvicinamento finale all'atterraggio, si schianta nella baia di Guajará. Dei 40 passeggeri e dell'equipaggio, tre sopravvissero[9].
- 4 luglio 1970: Un NAMC YS-11 della Cruzeiro do Sul in rotta da Belém-Val de Cans a Macapá è stato dirottato da una persona e trasportato a Caienna, Georgetown, Trinidad e Tobago, Antigua e Giamaica[10].
- 24 febbraio 1981: Un Embraer EMB 110P Bandeirante della VOTEC immatricolato PT-GLB in volo da Tucuruí a Belém-Val de Cans si scontra con una nave in bacino di carenaggio mentre si avvicina a Belém sotto la pioggia e il vento forte. L'aereo ha poi urtato due chiatte e si è spezzato in due. La parte anteriore si è schiantata su un rimorchiatore, mentre la sezione di coda è affondata. Solo tre passeggeri su un totale di 14 e l'equipaggio sopravvissero[11].
- 3 febbraio 1984: Il volo 302 della Cruzeiro do Sul, un Airbus A300B4-203, in rotta da São Luís a Belém-Val de Cans con 176 passeggeri ed equipaggio a bordo, viene dirottato da tre persone che chiedono di essere portate a Cuba. Il volo ha raggiunto Camagüey in meno di un giorno. Non ci furono vittime[12].